# Třída Arethusa (1913)
Třída Arethusa byla třída lehkých křižníků Royal Navy. Určeny byly pro službu v Severním moři, zejména pro doprovod britských torpédoborců. Jejich koncepce byla vyústěním vývoje předzvědných křižníků (Scouts) a stala se základem pro všechny další britské prvoválečné lehké křižníky. Novinkou u nich bylo též zavedení nafty jako výhradního paliva. Všechny křižníky třídy Arethusa bojovaly v první světové válce. Křižník Arethusa byl ve válce potopen. Ostatní byly po vyřazení sešrotovány.

## Stavba
Vývoj třídy Arethusa byl reakcí na nedostatek křižníků vhodných pro součinnost s hlavními silami námořnictva. Zároveň námořnictvo potřebovalo plavidla schopná působit jako vůdčí lodě novějších torpédoborců (např. třída Acasta), kterým už svou rychlosti nestačily britské průzkumné křižníky. Admiralita volila mezi stavbou velkých torpédoborců a zvětšeným derivátem průzkumných křižníků třídy Active, který by měl při nižší rychlosti silnější výzbroj a pancéřovou ochranu. S podporou Churchilla byla prosazena druhá varianta. Prosazeno bylo využití rychloběžných parních turbín, které dosud měly jen torpédoborce. Pro výzbroj bylo zvažováno deset 102mm kanónů, nebo pět 152mm kanónů, ale nakonec byla zvolena výzbroj smíšená. Churchill třídě Arethusa přezdíval „lehké pancéřové křižníky“, aby zdůraznil, že představovaly nejmenší britská plavidla chráněná bočním pancířem. Celkem bylo v letech 1912–1915 postaveno osm jednotek této třídy.
Jednotky třídy Arethusa:
| Jméno      | Loděnice           | Založení kýlu     | Spuštění na vodu | Přijetí do služby | Status                                 |
| ---------- | ------------------ | ----------------- | ---------------- | ----------------- | -------------------------------------- |
| Arethusa   | Chatham Dockyard   | 28. října 1912    | 25. října 1913   | srpen 1914        | Dne 11. února 1916 se potopil na mině. |
| Aurora     | Devonport Dockyard | 24. října 1912    | 30. září 1913    | září 1914         | Prodán do šrotu 1927.                  |
| Galatea    | Beardmore          | 9. ledna 1913     | 14. května 1914  | prosinec 1914     | Prodán do šrotu 1921.                  |
| Inconstant | Beardmore          | 3. dubna 1914     | 6. července 1914 | leden 1915        | Prodán do šrotu 1922.                  |
| Penelope   | Vickers            | 1. února 1913     | 25. srpna 1914   | prosinec 1914     | Prodán do šrotu 1924.                  |
| Phaeton    | Vickers            | 12. března 1913   | 21. října 1914   | únor 1915         | Prodán do šrotu 1922.                  |
| Royalist   | Beardmore          | 3. června 1913    | 14. ledna 1915   | březen 1915       | Prodán do šrotu 1923.                  |
| Undaunted  | Fairfield          | 21. prosince 1912 | 28. dubna 1914   | srpen 1914        | Prodán do šrotu 1922.                  |

## Konstrukce

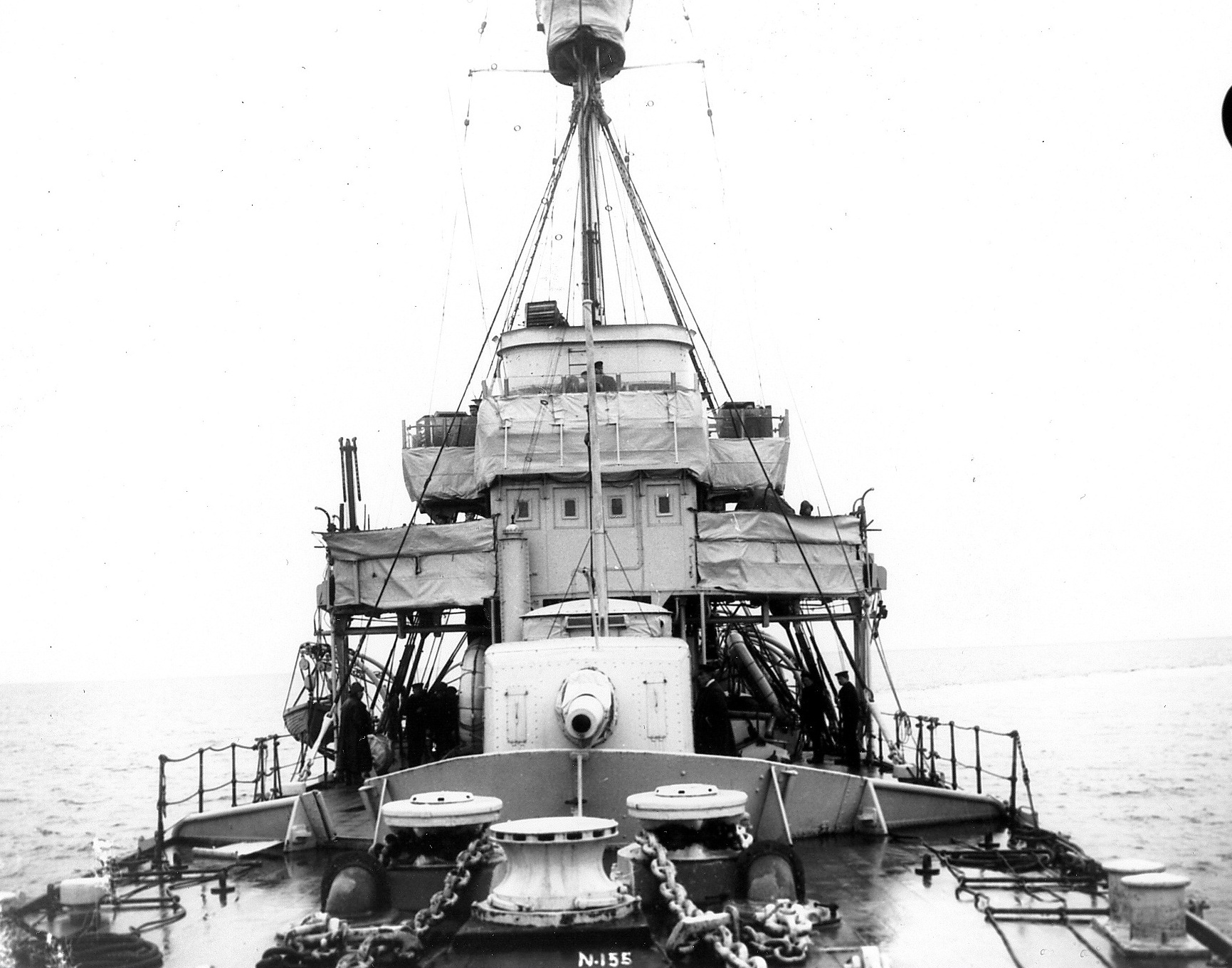
HMS Royalist

Křižníky chránilo lehké pancéřování. Na bocích byl 25,4–76mm pancéřový pás, který doplňovala 25,4mm paluba. Základní výzbroj tvořily dva 152mm/45 kanóny Mk.XII, šest 102mm/45 kanónů QF Mk.IV, jeden 47mm kanón a dva dvojité 533mm torpédomety. Pohonný systém tvořilo osm kotlů a čtyři turbínová soustrojí Parsons (či Brown-Curtiss na jednotkách Arethusa a Undaunted) o výkonu 40 000 hp, pohánějící čtyři lodní šrouby. Nejvyšší rychlost dosahovala 28,5 uzlu.

### Modifikace
Čtyři jednotky třídy Arethusa v roce 1915 po nějaký čas nesly plošinu pro start stíhacího letounu. Představovaly tak první britské křižníky vybavené vlastními letadly. Během války se výzbroj změnila. Roku 1917 byly přidán další dvojitý torpédomet. Roku 1918 byly na křižnících Galatea, Inconstant, Penelope, Phaeton a Royalist dva 102mm kanóny nahrazeny třetím 152mm kanónem. Měnilo se i složení lehké výzbroje. Všechny také dostaly plošinu pro start letounu. V letech 1917–1918 byly všechny kromě Undaunted upraveny na minonosky s kapacitou 70–74 min. Všechny byly navíc vybaveny robustnějším trojnožkovým stožárem. Typickou výzbroj na konci války tak tvořily tři 152mm kanóny, čtyři 102mm kanóny, jeden protiletadlový kanón a šest 533mm torpédometů.

## Osudy

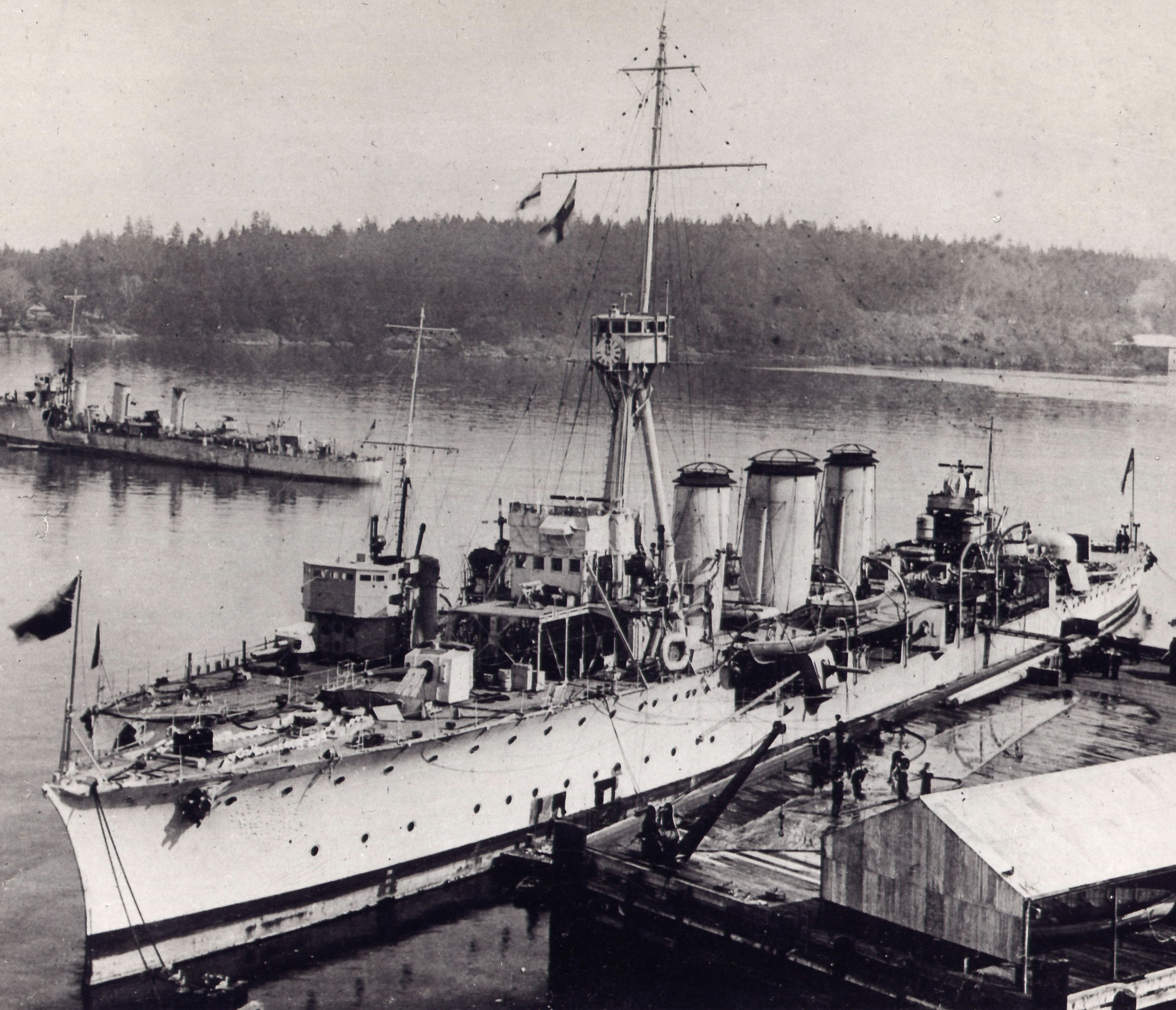
HMCS Aurora

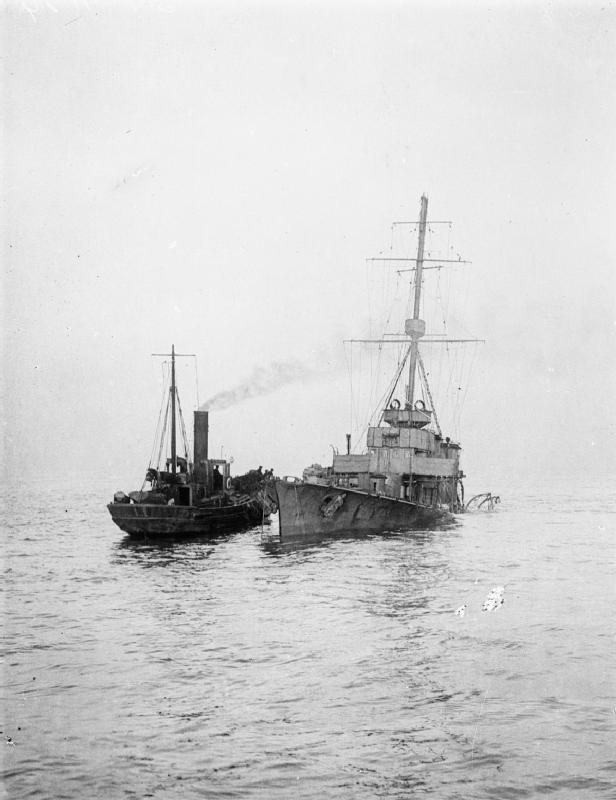
HMS Arethusa před potopením

Všechny křižníky byly intenzivně nasazeny za první světové války. Křižník Arethusa byl vlajkovou lodí velitele Harwichského svazu komodora Reginalda Tyrwhitta v první bitvě u Helgolandské zátoky. Křižník byl v bitvě poškozen a z bojiště musel být odvlečen. Ztráty na palubě Arethusy čítaly 11 padlých a 16 raněných.
V bitvě u Texelu dne 17. října 1914 napadl křižník Undaunted s torpédoborci Lance, Legion, Lennox a Loyal německou 7. půlflotilu torpédoborců (čtyři starší malé torpédoborce), která chtěla naklást miny v oblasti mezi britským pobřežím a mělčinou Goodwin Sands. Britové všechny čtyři německé lodi potopily s minimálními ztrátami jednoho padlého a čtyř raněných.
Tyrwhittova vlajková loď Arethusa zasáhla též do bitvy u Dogger banku dne 24. ledna 1915 (v bitvě bojovala i její sesterská loď Aurora). Právě torpédový útok Arethusy poslal ke dnu těžce poškozený německý pancéřový křižník SMS Blücher.
Jedinou ve válce ztracenou lodí byla Arethusa, která 19. února 1916 najela poblíž přístavu Felixstowe na minu položenou německou ponorkou UC 7. Křižníkům Galatea a Phaeton se 4. května 1916 podařilo v Severním moři (s pomocí ponorky E 31) sestřelit německou vzducholoď L 7.
Křižníky Galatea, Inconstant, Phaeton a Royalist patřily na přelomu května a června 1916 k lodím, které se účastnily bitvy u Jutska. Galatea se rovněž účastnila druhá bitvy u Helgolandské zátoky dne 17. listopadu 1917. Na konci války křižníky nakladly více než 2500 min.
Sedm z osmi lodí válku přečkalo. Jejich poválečná kariéra byla krátká, protože se příliš nehodily pro službu v zámoří. Vyřazeny byly postupně už v průběhu 20. let — Galatea (1921), Inconstant a Royalist (1922), Undaunted a Phaeton (1923), Penelope (1924) a Aurora (1927).